# 中田武雄 (野球)
中田 武雄（なかた たけお、1915年（大正4年） - 1943年（昭和18年）7月22日）は、昭和初期の中等学校野球及び大学野球で活躍した野球選手。1933年（昭和8年）の第19回全国中等学校優勝野球大会準決勝において、兵庫県立明石中学校の投手として中京商業学校との延長25回の試合を投げきった事跡で知られる。左投げ左打ち。

## 来歴・人物
兵庫県出身。赤石尋常高等小學校時代に全国少年野球大会の優勝投手となる。しかし、明石中学野球部入部後は1年上のエース楠本保の控えに回り、俊足巧打ぶりを見込まれて中堅手として活躍した。
4年生の1933年（昭和8年）春の選抜大会頃から、楠本の体調が思わしくなくなったため、リリーフとして登板する機会が増えた。そして、その年の夏の大会では、2回戦の水戸商業戦で楠本との継投でノーヒットノーランを達成。続く準々決勝の横浜商業戦では7回から登板し3イニングで7奪三振という快投を見せた。すでに楠本の体調不良を感じ取っていた明石中学野球部長の竹山九一は、準決勝の中京商戦での中田先発を決断した。
その中京商戦は延長25回の大熱戦となり、中田は247球を投げて完投したがサヨナラ負けした（→中京商対明石中延長25回を参照）。
翌年、中田は楠本の後を受けてエースとなったが、春の選抜大会には出場したものの準々決勝で敗退、夏の全国大会は兵庫予選の決勝で神戸一中に延長20回サヨナラで敗れて出場できなかった。この奇縁ともいえる出来事で「延長に泣く投手」と呼ばれた。
卒業後は慶應義塾大学に進学し、再び楠本とチームメイトとなった。大学中は45試合に登板して12勝12敗の成績を残している。
中田はまた、就職も楠本と同じ台湾・高雄の貿易会社「大正興行」で、三度楠本と同じ人生の軌跡を歩んだ。
1942年（昭和17年）2月に陸軍に入営。翌1943年（昭和18年）に南方戦線へ動員された。中田を乗せた水上機母艦「日進」は、7月22日ソロモン諸島のショートランド北水道を航行中、米軍機の爆撃を受けて沈没。生存者によれば、中田は負傷しながらもしばらくの間波間を泳いでいたが、そのまま帰らぬ人となったという。その翌日には明石中学、慶應義塾大学でチームメイトであった楠本保も戦死している。
野球殿堂博物館の戦没野球人モニュメントにその名が刻まれている。